# Baccio del Bianco

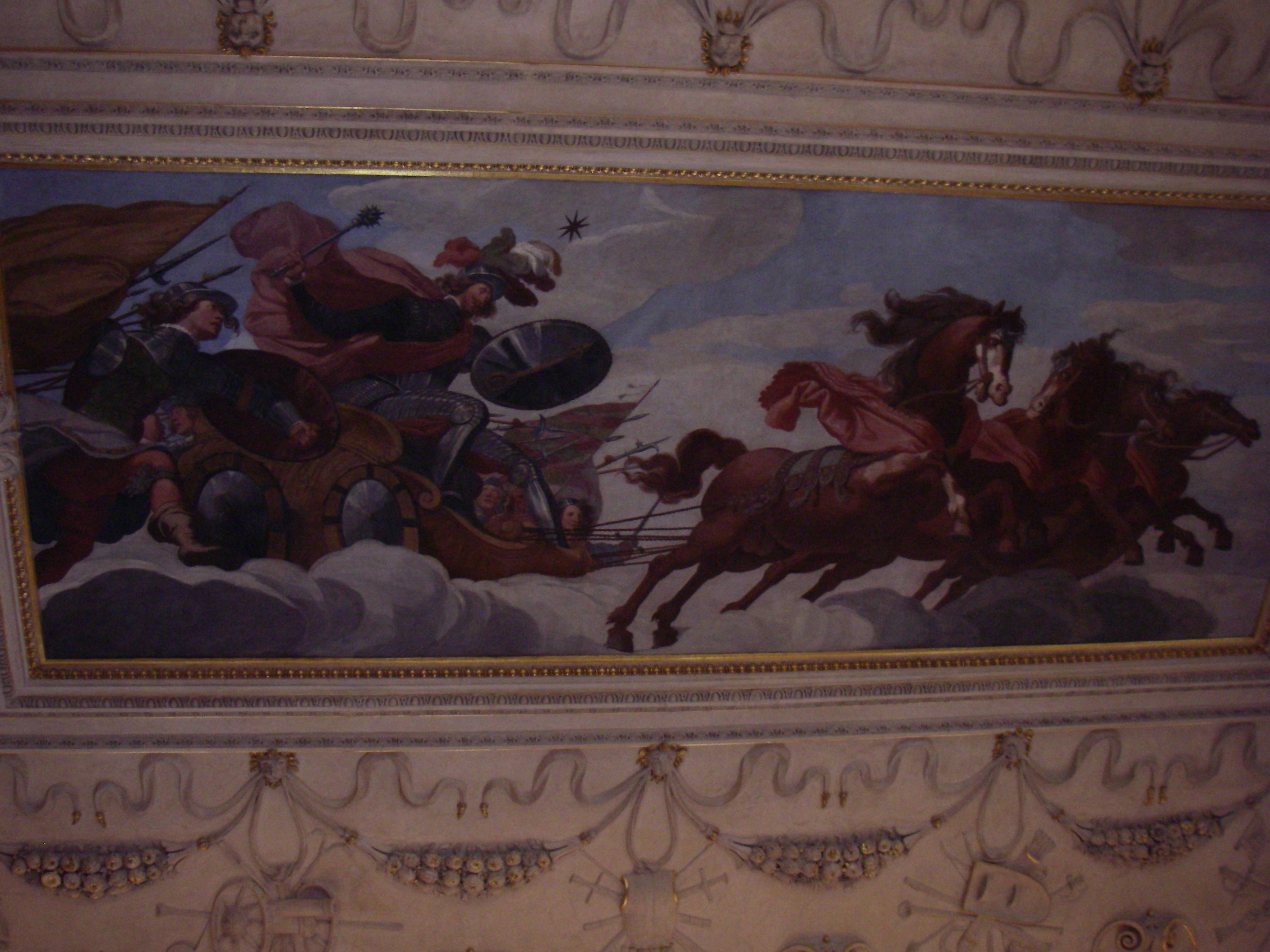
Trionfo di Marte, Palazzo Wallenstein, Praga

Luigi Baccio del Bianco (Firenze, 4 ottobre 1604 – Madrid, 29 aprile 1656) è stato un pittore, architetto, scenografo e incisore italiano.

## Vita e opere
Figlio di Cosimo e Caterina Portigiani, Luigi Baccio, o più semplicemente Baccio, sin dall'età di 8 anni dimostrò l'inclinazione al disegno, come dice lui stesso in una lettera-autobiografia:
(Racconto della Vita di Baccio del Bianco scritta da se medesimo al suo carissimo amico sopra ogni altro Signor Biagio Marmi)
Il padre, che voleva che il figlio seguisse la sua professione di ...merciajo..., acconsentì a metterlo a bottega del pittore Giovanni Bilivert nel 1612. Qui fu notato dall'ingegnere di fortificazioni, nonché matematico e astrologo della Corte Imperiale Giovanni Pieroni, che lo volle con sé alla corte di Vienna e in seguito a Praga al seguito degli Asburgo.
Il giovane Baccio aveva già dimostrato la sua arte nel progetto di carri trionfali, per le feste medicee, e disegni di prospettive mutuati più che altro dalle opere di Ludovico Cigoli, pittore e architetto nonché maestro dello stesso Bilivert. Ebbe anche lezioni di architettura e prospettiva da Giulio Parigi, architetto e scenografo presso la corte del Granduca di Toscana.

## A corte degli Asburgo
Condotto dal Pieroni, nel 1620, nella capitale dell'Impero, Baccio fu impiegato in vari lavori, ma la prima opera veramente importante fu l'intera decorazione del palazzo praghese del Generale Albrecht von Wallenstein, uno dei generali più importanti e condottiero delle armate asburgiche durante la Guerra dei Trent'anni. Coinvolto, suo malgrado, nella guerra Baccio fu impiegato per disegni di fortificazioni di alcune città tedesche poste sotto assedio durante il conflitto.
Tornando in Italia, Baccio si fermò a Milano dove venne in contatto con i più importanti pittori milanesi dell'epoca: i fratelli Procaccini, Giulio Cesare e Camillo i quali ebbero molta influenza nella sua attività di pittore, così come Il Morazzone.

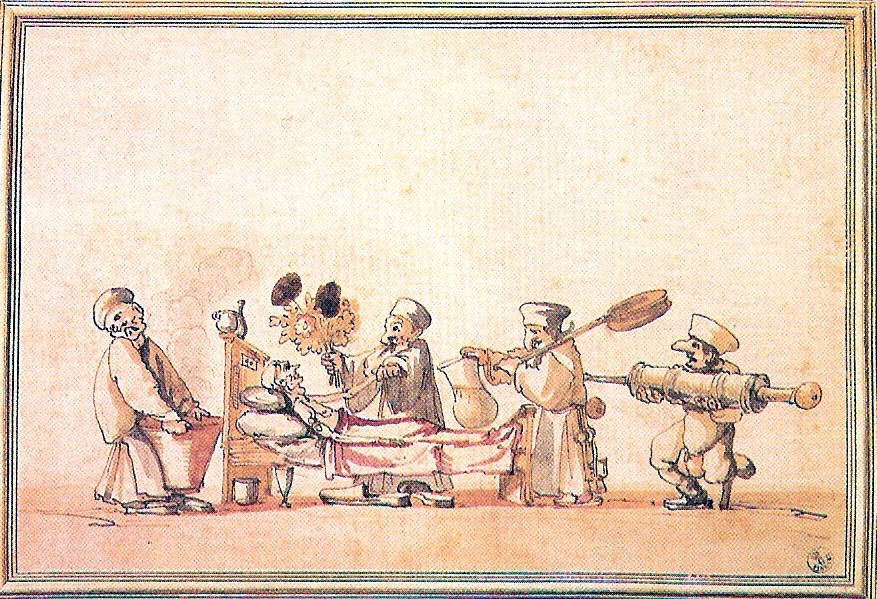
Allegoria della medicina, Disegno acquarellato, Gabinetto dei Disegni, Galleria degli Uffizi, Firenze

## Ritorno a Firenze
Arrivato finalmente a Firenze aprì una propria bottega dove oltre che la pittura, insegnò anche la prospettiva e l'architettura sia civile che militare. Della sua arte si giovò anche Vincenzo Viviani, allievo di Galileo, che frequentò il suo studio, così come fra i suoi allievi ci furono Francesco Furini e Jacopo Chiavistelli, il maggior quadraturista toscano del '600.
La sua poliedrica attività lo portò a dipingere per le maggiori famiglie della nobiltà fiorentina come i Guadagni, i Corsi, i Pucci, per la decorazione dei loro palazzi.
Fu chiamato alla corte dei principi medicei in qualità di apparatore di feste e celebrazioni, fu anche costumista come testimonia il Baldinucci:
(Filippo Baldinucci, Notizie de' Professori del disegno da Cimabue in qua)
Il suo corpus di disegni e incisioni si trovano in gran numero nel Gabinetto dei Disegni e delle Stampe degli Uffizi, al British Museum dove rappresentò storie giocose e satiriche sullo stile del francese Jacques Callot e di Stefano della Bella, con il quale collaborò spesso, come riportato dallo stesso Baldinucci:
Mentre Luigi Lanzi è forse più pittoresco in questa descrizione:
(Luigi Lanzi, Storia pittorica dell'Italia, dal risorgimento delle belle arti fin presso il secolo XVIII)

## Scenografo per i Medici e Filippo IV di Spagna
Nel 1637, fu chiamato, insieme ad Alfonso Parigi il giovane, a curare la scenografia della commedia Le Nozze degli Dei per il matrimonio di Ferdinando II de' Medici con la duchessa Vittoria della Rovere, uno degli spettacoli più esemplari del teatro barocco, nel cortile della reggia di Palazzo Pitti.
Il lavoro di scenografo non lo distrasse da quello di pittore, decorò infatti Casa Buonarroti e altri palazzi gentilizi fiorentini.

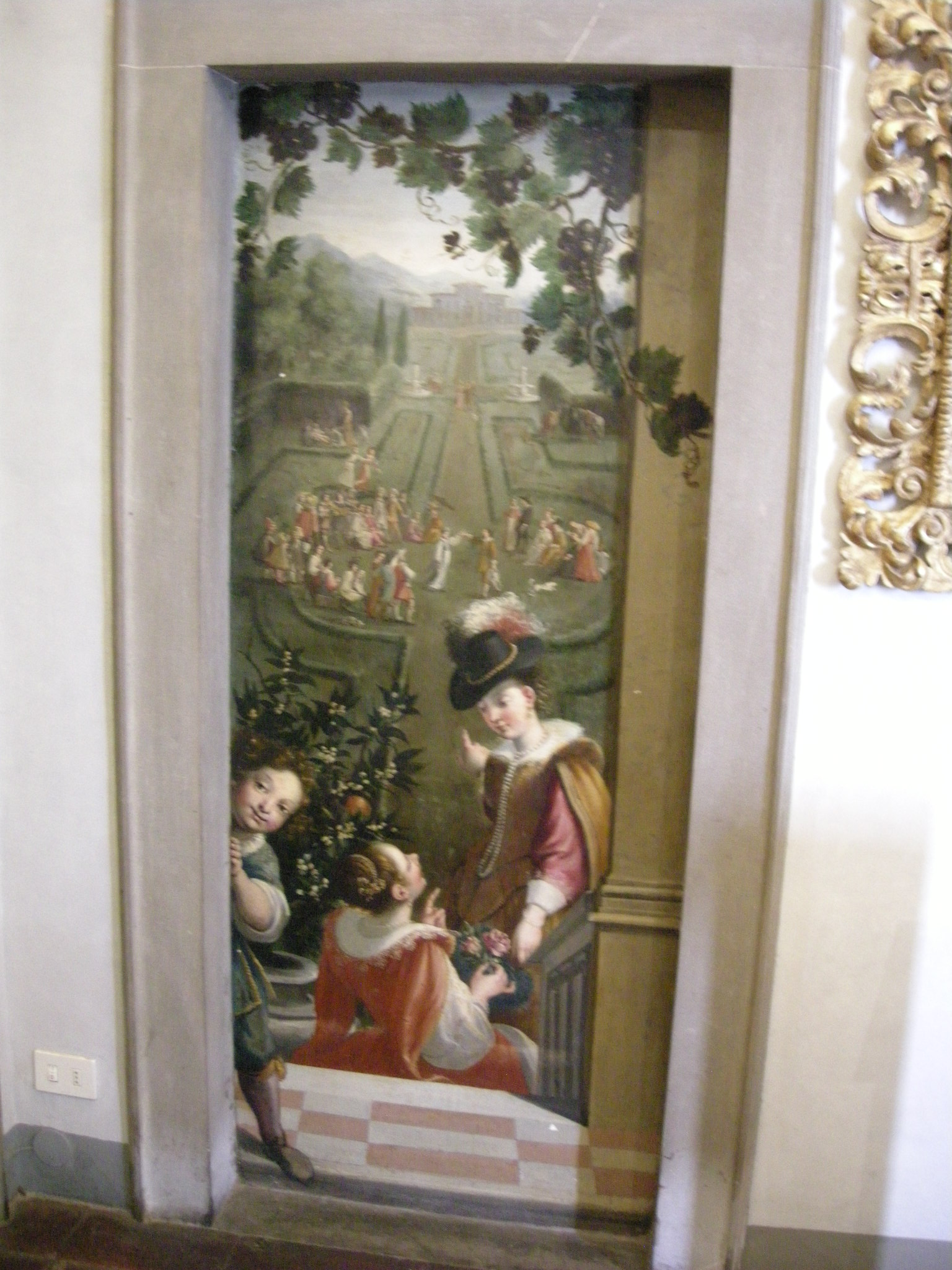
Camera del notte e del dì, Casa Buonarroti, Firenze

Nel novembre 1638 per conto dei Medici disegnò il ponte mediceo a nove arcate di Borgo San Lorenzo dopo i danneggiamenti subiti per un'alluvione; il disegno è stato recentemente rinvenuto al Museo del Louvre a Parigi.
Nel 1650, sempre in veste di scenografo e pittore, fu chiamato alla corte de Re Filippo IV di Spagna. A Madrid fece scenografie per commedie, in particolare per La fiera, el rayo y la piedra (1652) e Andromeda y Perseo (1653) di Pedro Calderón de la Barca. Dipinse in Spagna vari quadri e ritratti di nobili locali. Morì improvvisamente nel 1656 lontano dalla patria all'età di soli 52 anni.

## Velocità d'esecuzione ed elaborazione
A proposito del disegno umoristico sono stati individuati due filoni, ovvero due diversi approcci da parte di Baccio del Bianco. Il primo legato all'hic et nunc, sia per quanto riguarda l'esecuzione che la fruizione dell'opera. Alessandro Grassi riferisce quanto tramandato dal biografo Baldinucci, ovvero che «le storiette piacevoli, caramogi e ritratti di persone con disegno caricato» e i cosiddetti indovinelli venivano eseguiti con velocità e senza ripensamenti alla presenza dei fruitori, sulla linea dell'improvvisazione poetica in ottava rima, un'arte molto diffusa nella Firenze contemporanea a Baccio. D'altra parte, sempre restando nella produzione umoristica l'artista «impiega pei suoi disegni acquarellati tecnica ed esecuzione di pregio, quasi ad accrescere, per contrasto, la vis comica dell'argomento vile e ridiculoso». Mina Gregori prende l'opera Allegoria della medicina quale un esempio di quest'ultimo approccio.

## Altre opere
La sua attività lo portò spesso a lavori di eterogenee fatture tipo il San Giovanni Battista dipinto su una delle ante dell'organo della Badia Fiorentina, disegni per mobili, arazzi, mosaici, graffiti di facciate come quelli della Cappella Antinori, nella piazza omonima. A Villa Corsini a Mezzomonte fece le prospettive per gli affreschi di Giovanni da San Giovanni. Perduta è, invece, la sua decorazione per la Villa Guicciardini Corsi Salviati di Sesto Fiorentino, altri affreschi si trovano nel Castello di Torregalli nei dintorni di Firenze.
Molto interessanti e di ottima fattura sono due tele custodite nell'Oratorio della Confraternita di S. Francesco Poverino, a Firenze, rappresentanti l'una S. Bernardino da Siena in età giovanile, l'altra il Beato Carlo dei Conti Guidi di Montegranelli, fondatore della Buca di S. Girolamo o Santa Maria della Pietà, che nel 1912 si fuse con la citata Confraternita di San Francesco Poverino. Le due opere sono del 1628. Le eleganti cornici son opera di Stefano Foggini.
Fra i suoi lavori come architetto il più importante è stato il rifacimento dell'interno della Chiesa di San Domenico a Prato.